# IC 2231
IC 2231 — галактика типу E (еліптична галактика) у сузір'ї Малий Пес.
Цей об'єкт міститься в оригінальній редакції індексного каталогу.